# Per Rosenberg
Per Henrik Rosenberg, född 16 juli 1944 i Vasa, är en finländsk läkare. 
Rosenberg, som är specialist i anestesiologi, blev medicine och kirurgie doktor 1971. Han blev professor i anestesiologi vid Helsingfors universitet 1997 och överläkare vid Helsingfors universitetscentralsjukhus samma år. Hans vetenskapliga arbeten gäller främst anestesimekanismer, lokalbedövning och postoperativ smärtlindring. 